# Kamifurano
Kamifurano (上富良野町, Kamifurano-chō) est un bourg du district de Sorachi, situé dans la sous-préfecture de Kamikawa, sur l'île de Hokkaidō, au Japon.

## Géographie

### Démographie
Au 31 mars 2015, la population de Kamifurano s'élevait à 11 161 habitants répartis sur une superficie de 237,1 km2.

## Jumelages
- Camrose (Canada)
- Tsu (Japon)